# Antar Yahia
Antar Yahia (Mulhouse, Francia, 21 de marzo de 1982) es un exfutbolista nacido en Francia de ascendencia argelina. Jugaba de defensa central y fue el capitán de la selección de fútbol de Argelia.
Tras anunciar su retirada en diciembre de 2016 pasó a ser directivo del US Orléans, su último equipo como profesional.

## Trayectoria

### Selección nacional
Fue internacional con la selección de fútbol de Argelia, jugó 53 partidos internacionales y anotó 6 goles, el más importante de su carrera, en la victoria 1-0 sobre Argelia en Sudán, en el partido de desempate que le dio la clasificación a su selección al Mundial de Sudáfrica 2010.

### Participaciones en Copas del Mundo
| Mundial                        | Sede      | Resultado    |
| ------------------------------ | --------- | ------------ |
| Copa Mundial de Fútbol de 2010 | Sudáfrica | Primera fase |

## Clubes
| Club                 | País           | Año       |
| -------------------- | -------------- | --------- |
| Inter de Milán       | Italia         | 2000-2002 |
| SC Bastia (cedido)   | Francia        | 2001-2002 |
| SC Bastia            | Francia        | 2002-2005 |
| OGC Niza             | Francia        | 2005-2007 |
| VfL Bochum (cedido)  | Alemania       | 2007      |
| VfL Bochum           | Alemania       | 2007-2011 |
| Al Nassr             | Arabia Saudita | 2011-2012 |
| 1. FC Kaiserslautern | Alemania       | 2012-2013 |
| Esperance de Tunis   | Túnez          | 2013      |
| Platanias            | Grecia         | 2014      |
| Angers SCO           | Francia        | 2014-2016 |
| US Orléans (cedido)  | Francia        | 2016      |
| US Orléans           | Francia        | 2016      |